# Комарово (Духовщинський район)
```
Комарово
 (
рос.
 
Комарово
)
 
— 
присілок
 в 
Духовщинському районі
 
Смоленської області
 
Росії
. Входить до складу 
Третьяковського сільського поселення
. Станом на 2007 рік постійного населення не має.
```

Село розташоване в північній частині області в 12 км на північний схід від Духовщини, в 9 км на схід від автодороги Смоленськ — Нелідово, на березі річки. У 28 км на південний схід від села розташована залізнична станція Ярцево на лінії Москва — Мінськ.

## Історія
У роки радянсько-німецької війни присілок в липні 1941 року був окупований гітлерівськими військами, звільнений у вересні 1943 року.